# Milseburghütte
Die Milseburghütte war eine bewirtschaftete Wanderhütte der Gemeinde Hofbieber auf dem 835,2 m ü. NHN hohen gleichnamigen Berg. Sie gehörte bis 2018 dem Rhönklub Hauptvorstand, wurde dann aber wegen der hohen Kosten anstehender Sanierungsarbeiten oder eines Neubaus an die Gemeinde Hofbieber abgegeben. Am 28. Oktober 2019 wurde die Milseburghütte geschlossen und wird seit März 2022 abgerissen. Geplant ist ein Neubau.

## Umgebung
Auf der Milseburg befand sich ein keltisches Oppidum. Die Burg Milseburg stand nicht in der Nähe der Hütte, sondern auf dem nordwestlich gelegenen Bergsporn des Liedenküppel. Der Gipfel der Milseburg mit seinem markanten Phonolithfelsen war schon länger ein Wallfahrtsziel mit der Gangolfskapelle und einer Kreuzigungsgruppe. Vom Gipfel wenige Meter oberhalb der Hütte hat man eine umfangreiche Rundsicht auf die Hohe Rhön, den Vogelsberg sowie das restliche Umland.

## Geschichte

### Erster Bau
Im Jahr 1882 beschloss die Hauptversammlung des Rhönklubs, auf der Milseburg eine Schutzhütte zu errichten. Es waren der Platz unterhalb der Gangolfskapelle und der Schnittlauchfelsen im Gespräch, wobei sie sich für ersteren entschied. Die Familie von Guttenberg, der das Gelände gehörte, stimmte der Errichtung einer Hütte zu. Eigentümer des Baugrunds blieb die Familie. Im Herbst 1883 begann der Bau unter Bauleitung des Freiherrlichen Guttenbergischen Forstverwalters Richter aus Schackau. Sie wurde am 29. Juni 1884 eingeweiht. Die Kosten für den Bau betrugen 784,70 Mark.

### Erweiterungen und Sanierungen
Das Schankrecht erhielt die Hütte 1885. Nach Klagen musste die Hütte 1894 um einen Küchenanbau erweitert werden. Im 4. Juli 1929 entstand durch Blitzschlag in die benachbarte Gangolfskapelle auch erheblicher Schaden an der Milseburghütte. Das Haus konnte am 5. Mai 1951 nach dem Zweiten Weltkrieg feierlich wieder eingeweiht werden. Am 4. Juli 1953 verursachte ein Kugelblitz erheblichen Schaden, der 1956 zum Bau eines Blitzableiters führte. 1959 wurde die Hütte ein weiteres Mal ausgebaut und dabei die Küche umgebaut sowie der Keller erweitert. Die Hütte erhielt für den Pächter einen Schlaf- und einen Nebenraum. Anno 1977 erneuerte der Verein den Fußboden. Dabei musste erheblicher Schaden am tragenden Gebälk festgestellt werden. Es erfolgte wiederum eine Erweiterung. 2004 konnte das Dach erneuert und die Wetterseite mit Kupferblech geschützt werden.

### Eigentumswechsel des Grundes
Der damalige Eigentümer des Grundes der Milseburg aus der Familie von und zu Guttenberg kündigte im Dezember 2004 zum Jahreswechsel auf 2006 den Pachtvertrag. Auch in Verbindung mit der Ausweisung des umliegenden Waldes als Kernzone im Biosphärenreservat Rhön kauften der Landkreis Fulda und die Gemeinde Hofbieber für 200.000 Euro am 21. Dezember 2005 auf Anregung des damaligen Landrats Fritz Kramer das Areal der Milseburg. Finanziert wurde dies durch Gelder des Landes Hessen, des Landkreises Fulda, Spenden aus der Region und von Rhönklubmitgliedern. Der Besitz wurde vom Landkreis auf die Gemeinde Hofbieber übertragen.

### Streit um das historische Bauwerk

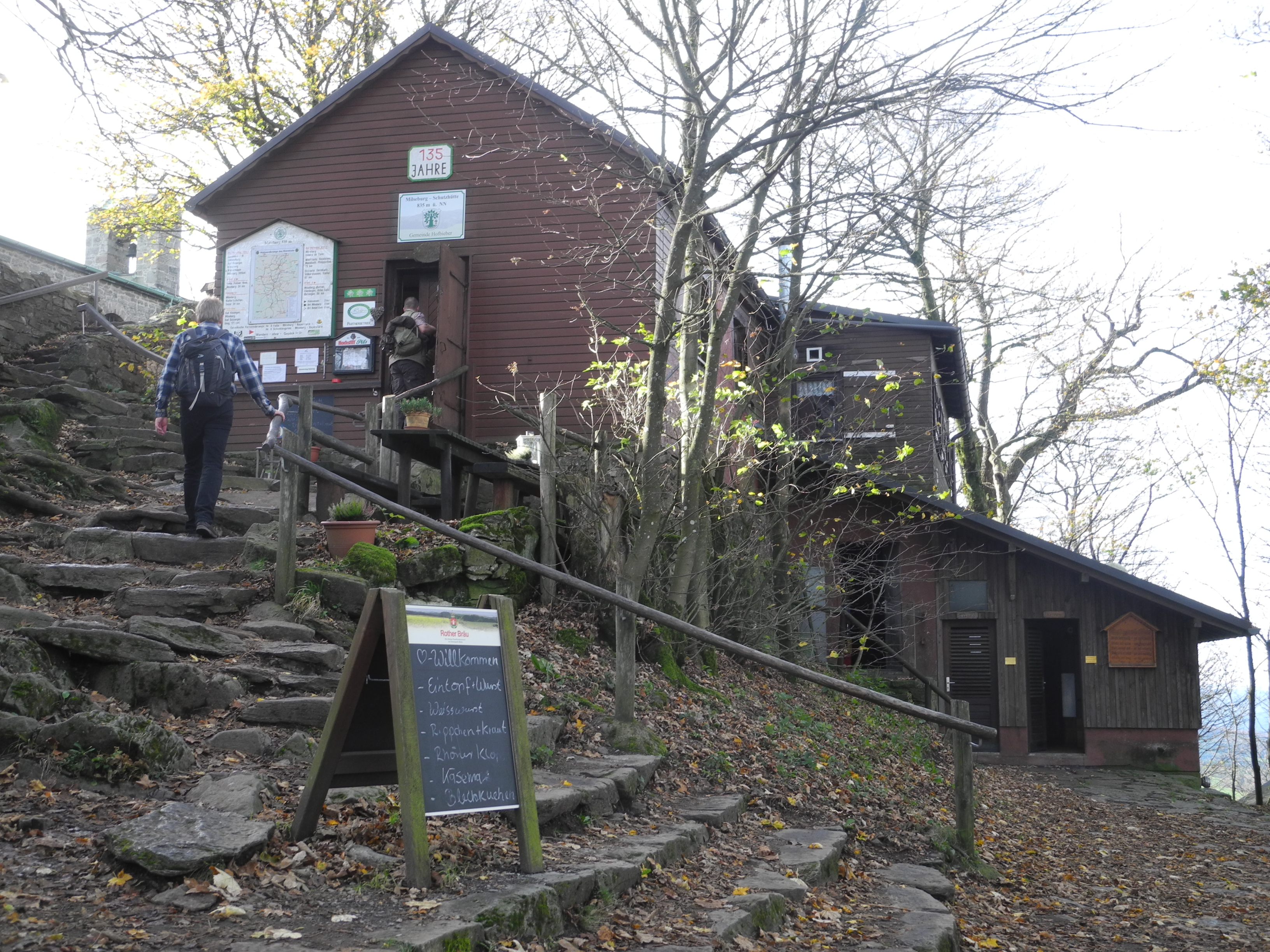
Nordostseite der Milseburghütte (2019)
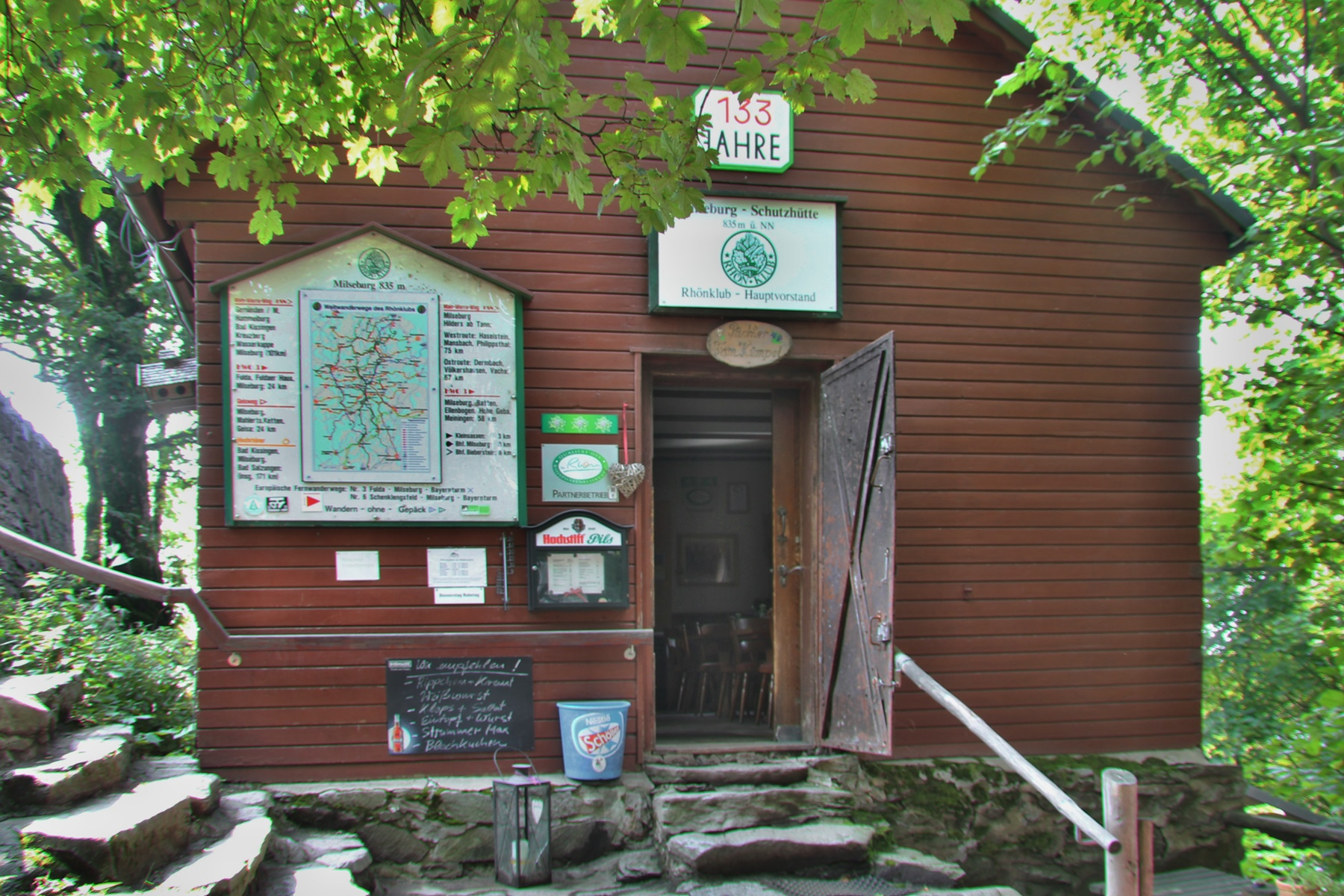
Eingang (2017)
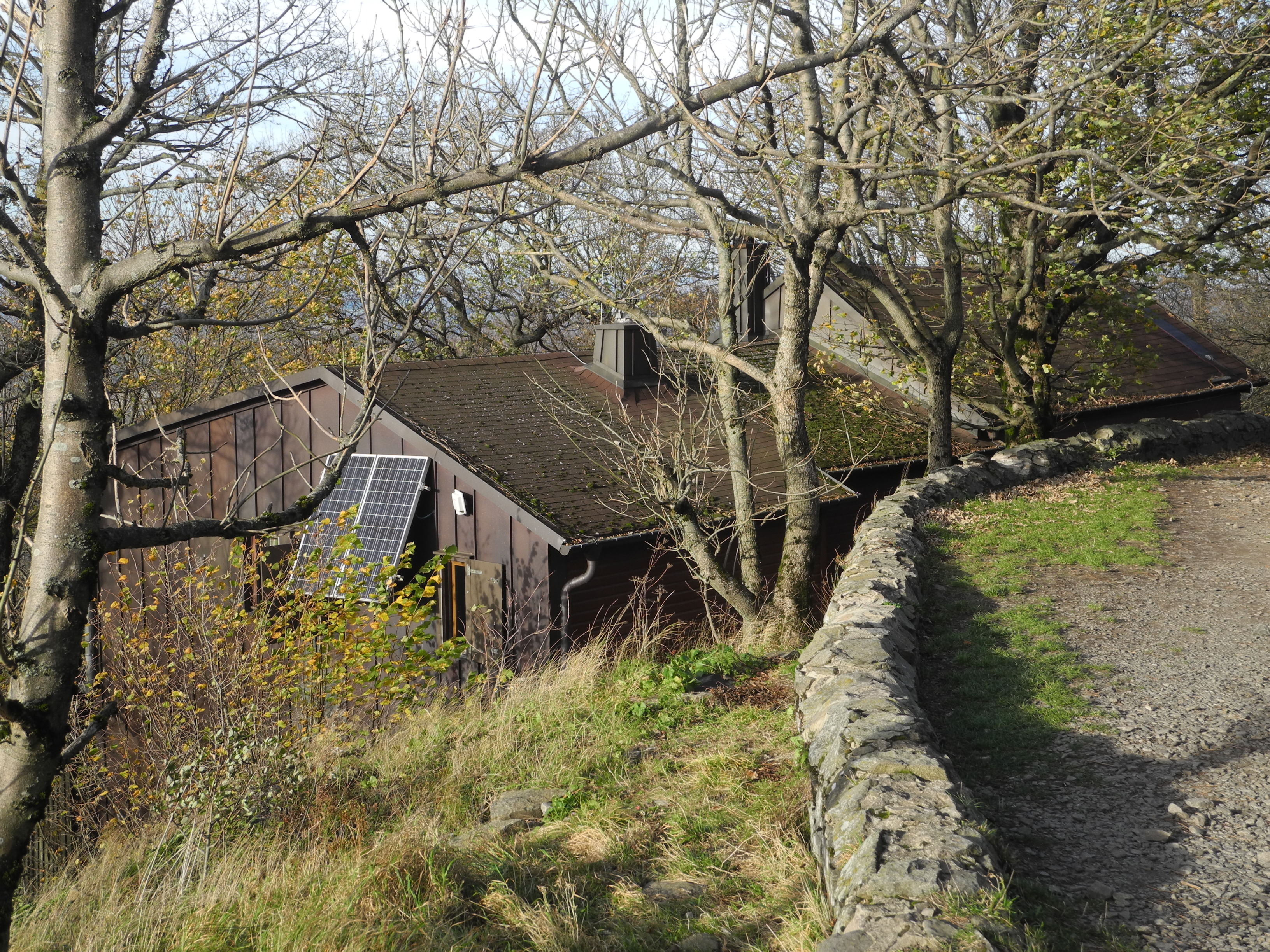
Von Süden (2019)

Im Jahr 2009 renovierte der Verein die Sanitäranlagen anlässlich der 125-Jahr-Feier. Seit 2015 wurde darüber diskutiert, ob die Hütte aufgrund erneuter Schäden im Gebälk der Wände neu gebaut werden soll oder nur die bestehenden Schäden behoben werden sollen. Dabei war der Vorstand des Vereins für einen Neubau auf den alten Grundmauern mit dem Hintergedanken, sämtliche weitere Probleme wie fehlendes fließendes Wasser zu lösen, das Pächterehepaar für den Austausch der maroden Wände allein und hat gegen den Neubau eine Petition gestartet. Es befürchtete einen Verlust des Ambientes. Im Dezember 2015 konnte eine Einigung im Streit verkündet werden. Noch sei nicht sicher, wie der Neubau auf alten Grundmauern gestaltet werden könne, aber die Pächter und der Wunsch der Besucher, das Ambiente zu erhalten, würden aber mit einbezogen, zumal aufgrund der Naturschutzbestimmungen ein ähnliches Gebäude errichtet werden muss. Im Gespräch ist eine unterirdische Versorgungsleitung, für die der Berg angebohrt werden müsste.

### Eigentumswechsel der Hütte
Ab dem 1. April 2018 wurde die Gemeinde Hofbieber neue Besitzerin der Milseburghütte, da nicht nur renoviert, sondern teilweise auch neu gebaut werden muss. Viele Rhönklubzweigvereine aus Thüringen und Bayern wollten sich nicht an den Kosten dafür beteiligen, sodass bei der Hauptversammlung des Vereins 2017 beschlossen wurde, das Gebäude zu veräußern. Dadurch wurde die Gemeinde Eigentümerin und Betreiberin, die damit die Hütte direkt verpachtet.

### Vorbereitungen für ein neues Gebäude
Der Landkreis Fulda beschloss, dass 2019 die Arbeiten an der Hütte beginnen sollen und sprach sich für eine unterirdische Erschließung mit Frisch- und Abwasser aus. Die Hessische Gesellschaft für Ornithologie und Naturschutz hat für diesen Fall eine Klage angekündigt. Spätestens 2020 soll neu gebaut werden, der Anschluss werde eine separate Frage sein. Daher wird der Neubau erstmal in der Versorgung eine Insellösung sein. Der Bau soll mit Ausnahme der Grundmauern abgetragen und Fertigteile auf diese mittels Hubschrauber eingesetzt werden. Für Planung und Bau wurden im Haushalt des Landkreises unterstützend bisher 400.000 Euro berücksichtigt. Nach dem Montagssingen am 28. Oktober 2019 wurde die Hütte geschlossen. Obwohl die Genehmigungen für den Abriss und Neubau der Hütte bereits vorliegen, verhindert eine Klage der Hessischen Gesellschaft für Ornithologie und Naturschutz bisher die Umsetzung.

## Hüttenbetrieb und Veranstaltungen
Die Hütte wurde bis zur Schließung zuletzt ganzjährig von einer Pächterin betrieben. Von Ostern bis November war tägliche Bewirtung mit dem Donnerstag als Ruhetag. Im Winter ruhte der Betrieb wegen der schlechten Heizmöglichkeiten. Montags trafen sich 40 bis 50 nicht organisierte Sänger in der Hütte zum gemeinsamen Singen von Volksliedern mit einem Gitarren- oder Akkordeonspieler. Übernachten war in der Hütte nie möglich. Am 6. Januar wurde das Wanderjahr des Rhönklubs mit einer Besteigung des Berges eröffnet.